# Keeseville
Keeseville è una città degli Stati Uniti d'America situata nello Stato di New York, ha la particolarità di essere divisa fra la contea di Clinton e la contea contea di Essex.